# Bengt Melin
Bengt Ragnar Samuel Melin, född 10 maj 1925 i Falköping, död 22 juni 2020 i Kalmar, var en svensk barn- och ungdomspsykiater.
Melin, som var son till rektor Daniel Melin och Ester Larsson, avlade studentexamen i Skara 1944, blev medicine kandidat vid Uppsala universitet 1947 och medicine licentiat där 1954. Han var underläkare på barnavdelningen i Linköping 1954–1957, förste underläkare vid barnpsykiatriska kliniken på Akademiska sjukhuset 1957–1960, psykiatriska kliniken där 1960–1961, tillförordnad överläkare vid barn- och ungdomspsykiatriska kliniken i Kristianstad 1961–1962, överläkare på barn- och ungdomspsykiatriska kliniken i Lidköping 1962–1967 och överläkare på barn- och ungdomspsykiatriska kliniken på Kalmar lasarett från 1967.